# معاداة أوروبا

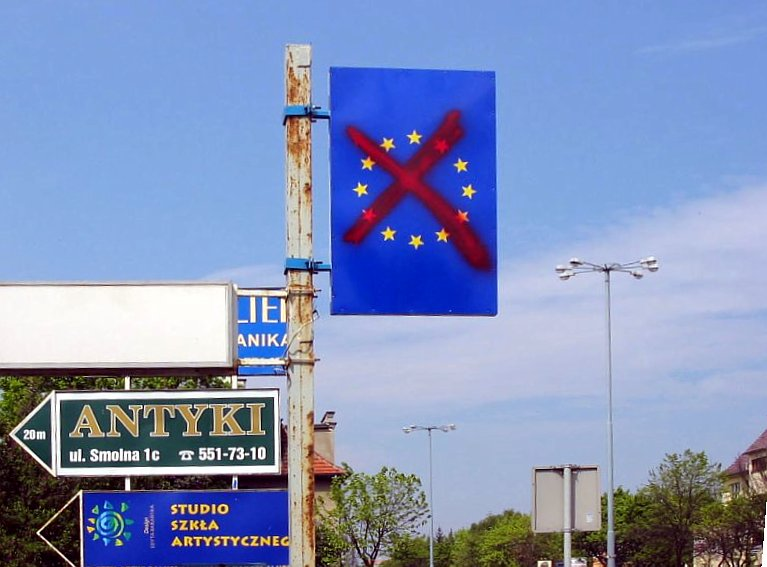
لافتة الاتحاد الأوروبي التي تعرضت للتخريب في سوبوت، بولندا، 2003

معاداة أوروبا أو رهاب أوروبا هما مصطلحان سياسيان يستخدمان في مجموعة متنوعة من السياقات، مما يعني ضمناً المشاعر أو السياسات المعارضة لأوروبا.
في سياق السياسات العرقية أو العرقية القومية، قد يشير هذا إلى ثقافة أو شعوب أوروبا. باختصار «أوروبا» (استخدام بريطاني، ترمز إلى الاتحاد الأوروبي أو التكامل الأوروبي)، قد تشير إلى التشكيك في أوروبا، وانتقاد سياسات الحكومات الأوروبية أو الاتحاد الأوروبي. في سياق السياسة الخارجية للولايات المتحدة، قد يشير ذلك إلى الانقسام الجيوسياسي بين العلاقات «عبر الأطلسي» و «المحيط الهادئ» و «نصف الكرة الأرضية» (عموم أمريكا).
يمكن أيضًا استخدام المصطلحات بشكل مختلف في سياق نقد السلوكيات المختلفة، عادة ما تكون تاريخية، يُنظر إليها على أنها استعمارية أو إمبريالية أو إبادة جماعية، باعتبارها صورة نمطية سلبية وتحيز مرتبط بأوروبا، كإعلان أخلاقي لمعارضة السلبية المتأصلة المتصورة التي تتماشى مع أوروبا.

## الاستخدام البريطاني
يُستخدم مصطلح «رهاب أوروبا» للتعبير عن المواقف البريطانية تجاه القارة، إما في سياق المشاعر المعادية لألمانيا أو في سياق مناهضة الكاثوليكية،  أو مؤخرًا، في سياق التشكك في أوروبا في المملكة المتحدة.

## استخدام الولايات المتحدة
أدت الخصوصية في الولايات المتحدة  منذ فترة طويلة إلى انتقادات للسياسة المحلية الأوروبية (مثل حجم دولة الرفاهية في الدول الأوروبية)  والسياسة الخارجية (مثل الدول الأوروبية التي لم تدعم الولايات المتحدة عام 2003 في غزو العراق). لعب الانقسام الأيديولوجي بين تقديس المصفاة الأوروبية والكلاسيكيات والمشاعر الناشئة المعادية للفرنسيين والمناهضة لأوروبا دورًا بالفعل بين جون آدامز وألكسندر هاملتون وزملائهم الفيدراليين وتوماس جيفرسون وغيرهم من الديمقراطيين الجمهوريين الذين حثوا على توثيق العلاقات.